# Plößberg
Plößberg è un comune tedesco di 3 481 abitanti, situato nel land della Baviera.